# 184 Dejopeja
Deiopeia o 184 Dejopeja è un asteroide della fascia principale del diametro medio di circa 66,47 km. Scoperto nel 1878, presenta un'orbita caratterizzata da un semiasse maggiore pari a 3,1829308 UA e da un'eccentricità di 0,0755935, inclinata di 1,14625° rispetto all'eclittica.
Il suo nome è dedicato a Deiopea, una delle quattordici ninfe di Giunone.